# Gahnia erythrocarpa
Gahnia erythrocarpa är en halvgräsart som beskrevs av Robert Brown. Gahnia erythrocarpa ingår i släktet Gahnia och familjen halvgräs. Inga underarter finns listade i Catalogue of Life.